# Musée de la ville de Stockholm
Le Musée de la ville de Stockholm (en suédois : Stadsmuseet i Stockholm) est un musée situé  adans le quartier de Södermalm à Stockholm en Suède.
Le musée a pour mission de documenter, préserver et exposer l'histoire de Stockholm. 

## Bâtiment
Le bâtiment du musée est l'ancien Södra stadshuset (sv), ou hôtel de ville du sud, qui abritait autrefois des parties de l'administration de la ville et des entrepôts de marchands. 
L'édifice concu par Nicodème Tessin l'Ancien a été achevé dans les années 1670, mais a été rapidement détruite par un incendie. 
Il a été redessiné par Nicodème Tessin le Jeune après 1680. 
Le bâtiment a été transformé en musée municipal de 1939 à 1942 et a ouvert ses portes au public en 1942.
Le musée de la ville de Stockholm est à l'adresse Södermalmstorg 1, toutefois le public entre par Ryssgården.

## Gouvernance et description
Le musée est géré par la Division des affaires culturelles et des sports de la ville de Stockholm. 
Le musée de la ville, le musée du Moyen Âge et Stockholmia Förlag (qui publie des livres sur Stockholm et l'histoire de Stockholm) fonctionnent comme un seul département au sein de la division. 
Toutes les décisions politiques sont prises par le comité spécialisé des affaires culturelles.
Le musée est le plus grand musée municipal de Suède et abrite des collections comprenant 300 000 objets d’intérêt historique ; 20 000 œuvres d'art et 3 millions de photographies.

## Protection des bâtiments historiques
Conformément à la loi sur l'urbanisme et la construction, un bâtiment qui présente une valeur particulière d'un point de vue historique, culturel, environnemental ou artistique ne peut être dégradé. La manière dont les bâtiments de valeur culturelle et historique sont gérés dans la pratique varie d’une municipalité à l’autre. Dans la ville de Stockholm, le Musée de la Ville a pour mission d'identifier de quels bâtiments et environnements bâtis il s'agit.
Le musée assure le classement des bâtiments de grande valeur historiques.